# Sargètia
Sargètia (Sargetia, Σαργετία o Σαργεντία) és el nom clàssic d'un riu de Dàcia, que passava per la rodalia del palau de Decèbal. S'ha identificat amb el Strel o Strey, afluent del Marosch, que passava per Sarmizegethusa, la capital de Decèbal.